# Триандафиллу, Михалис
Миха́лис (Майкл) Сте́фанос Триандафи́ллу (греч. Μιχάλης Στέφανος Τριανταφύλλου, англ. Michael Stefanos Triantafyllou); род. 1951, Афины, Греция) — греко-американский учёный в области биомиметики, робототехники и экспериментальной гидромеханики, профессор Массачусетского технологического института (MIT), директор Центра океанической инженерии при департаменте машиностроения MIT (2005—2017).
Широко известен по работам в области подводной робототехники, в том числе по шестифутовому лабораторному роботу RoboTuna, с 1998 года являющегося частью постоянной экспозиции Музея науки в Лондоне (Великобритания), свободноплавающему RoboPike (1998) и RoboTurtle (2005).
Член Американского физического общества (2014), Международного общества морских и полярных инженеров (ISOPE), Американского общества инженеров-механиков и Общества корабельных архитекторов и морских инженеров, член Группы греческих учёных Бостона (2014).
h-индекс = 56, процитирован > 15 100 раз.

## Биография

### Образование
Экспериментальная школа Афинского национального университета имени Каподистрии (1969), Афинский национальный технический университет (бакалавр корабельной архитектуры и морской инженерии, 1974), Массачусетский технологический институт (магистр морской инженерии и магистр машиностроения (двойная степень), 1977; доктор океанической инженерии, 1979).

### Карьера
Научный сотрудник/ассистент (1978—1979), ассистент-профессор (1979—1983), ассоциированный профессор (1983—1990), профессор (1990—2005) департамента океанической инженерии MIT.
1988—н. в.: директор гидродинамической экспериментально-испытательной базы «Towing Tank Facility» при департаменте машиностроения MIT.
1991—н. в.: приглашённый учёный Вудс-Холского океанографического института.
Приглашённый профессор Афинского национального технического университета (1986, 1994—1995, 2007—2008), Университета Кюсю (апрель 1986), Норвежского университета естественных и технических наук (1993, 2001, 2011), Швейцарской высшей технической школы Цюриха (апрель 1999), Национального университета Сингапура (2012, 2015).
2002—н. в.: содиректор «Propeller Tunnel Facility».
2005—н. в.: профессор департамента машиностроения MIT.
2005—2017: директор Центра океанической инженерии при департаменте машиностроения MIT.
2008—2010: помощник главы департамента машиностроения MIT.
2013—2017: председатель Совета Афинского национального технического университета.
Помощник редактора журнала «Journal of Fluids Engineering» (1996—1998).
Соавтор ряда книг, автор многочисленных научных статей.

## Научная деятельность
Сфера научных интересов: биомиметическая робототехника (биомиметические океанические роботы и датчики), взаимодействие жидкости и конструкции, динамика и контроль океанографических аппаратов, гидродинамика.

## Награды и премии
- 1997 — ABS Linnard Prize[14]
- 2014 — Aurel Stodola Lecture[15]
- и др.[6]

## Патенты
- J.G. de Oliveira, A.W. Morton, P.R. Erb, & M.S. Triantafyllou, «Buoy Having Minimal Motion Characteristics», U.S. Patent 4,768,984, Sept. 6, 1988.
- M.S. Triantafyllou & D.S. Barrett, «Propulsion Mechanism Employing Flapping Foils», U.S. Patent 5,401,196, March 28, 1995.
- M.S. Triantafyllou & D.S. Barrett, «Method and Apparatus for Reducing Drag on a Moving Body», U.S. Patent 5,740,750, April 21, 1998.
- M.S. Triantafyllou, 1999, «Human Powered Marine Vehicle and Method for the Operation Thereof», U.S. Patent 5,997,369, December 7, 1999.
- A.G.P Kottapalli, C.W. Tan, J.M. Miao, G. Barbastathis & M.S. Triantafyllou, 2013, «A liquid crystal polymer membrane MEMS sensor for flow rate and flow direction sensing, medical and environmental applications», US Provisional patent Application No.: 61/541,232, ILO Ref: 11266S-CE-US/PRV.
- A.G.P Kottapalli, J.M. Miao, M. Asadnia, & M.S. Triantafyllou, 2014, «Sensor, Method for forming the same, and method of controlling the same», International Publication Number WO 2014/107139 A1, 10 July 2014.
- A.G.P Kottapalli, M. Asadnia, J.M. Miao, & M.S. Triantafyllou, 2014, «Bio-inspired nanofibril encapsulated hydrogel cupulae for ultra-sensitive MEMS flow sensor development», US Provisional patent Application No.: 61/748,184, ILO Ref: 2378S-CE/PRV (Currently under full patent conversion).
- M. Asadniaye Fard Jahromi, A.G.P Kottapalli, , J.M. Miao, & M.S. Triantafyllou, 2014, «Ultrasensitive and Self-Powered PDVF Nanofiber Strain Sensors», US Provisional patent Application (filed January 7, 2015).[6]

## Публикации

### Книги
- M.S. Triantafyllou, R. Bourguet, J. Dahl, Y. Modarres-Sadeghi, 2015, «Vortex-Induced Vibrations of Slender Structures in Shear Flow», Springer Handbook of Ocean Engineering.
- M.S. Triantafyllou, & C. Chryssostomidis, 2014, Environment Description, Force Prediction, and Statistics for Ocean System Design, to be published in the Oxford University Press- MIT Pappalardo Series in Mechanical Engineering.
- G. Taylor, M.S. Triantafyllou, & C. Tropea (editors), 2010, Animal Locomotion: The Physics of Flying, The Hydrodynamics of Swimming, Springer, Berlin.
- M.S. Triantafyllou, 2002, «Fish Hydrodynamics», McGraw-Hill 2002 Yearbook of Science & Technology.
- M.S. Triantafyllou, 1999, «Cable Dynamics for Offshore Applications», in Developments in Offshore Engineering: Wave Phenomena and Offshore Topics, editor J.B. Herbich, 256—294, Gulf Publishing Company, Houston, Texas.
- F.S. Hover, & M.S. Triantafyllou, 1999, «Combined simulation and real-time force feedback: A new tool for experimental fluid mechanics», in System Theory: Modeling, Analysis and Control, eds. T. Tzaferis & I. Schick, Kluwer Academic Publishers.[6]